# 信託報酬
信託報酬（しんたくほうしゅう）とは、信託に対する報酬。

## 概要
- おもに投資顧問会社などが運営する投資信託において、顧客が投資顧問会社などに支払う報酬を言う。
- 投資信託運営会社、投資顧問会社の主な収入源である。

## その他
- 投資信託を購入する場合は、騰落率や純資産額はもとより、信託報酬や手数料についても、よく考慮する。
- 信託報酬や手数料が高い利率、高い金額の投資信託を購入すると、資産が目減りする可能性が高い。特に国債金利が低い時代においては、資産が減る可能性が高い。